# Valentóc
Valentóc (más néven Bálintpuszta, szlovákul: Valentovce, ukránul: Valentyivci) község Szlovákiában, az Eperjesi kerület Mezőlaborci járásában.

## Fekvése
Mezőlaborctól 22 km-re délkeletre, a Laborctól keletre fekszik.

## Története
A falu 1550-ben Drugeth Imre, Gábor, Gáspár és Ferenc birtoka. 1587-ben Malikóczy Miklóst és Gábort iktatják egyes részeibe. Tíz évvel később már Füzy Imre és Palocsay György az urai.
A 18. század végén Vályi András így ír róla: „VALENTÓCZ. Orosz falu Zemplén Várm. földes Urai több Uraságok, lakosai oroszok, fekszik Volyicza, és Horbok Radványhoz 3/4 órányira; határja 2 nyomásbéli, leginkáb zabot, középszerűen pedig gabonát, tatárkát, kölest, árpát, és tavaszi búzát terem, hegyes, agyagos a’ földgye, erdeje kevés, piatza Homonnán van.”
1808-ban Izbugyabéla külterületi része volt.
Fényes Elek 1851-ben kiadott geográfiai szótárában így ír a faluról: „Valentócz, Zemplén vmegyében, orosz falu, Izbugya-Bélával összefüggésben; 134 gör. kath. lak.”
Bajna felé eső határában a 19. században vadászkastély épült, mely az első világháborúban megsemmisült. 1915-ben súlyos harcok folytak itt a cári orosz csapatok és az Osztrák–Magyar Monarchia csapatai között. A harcokban a becslések szerint mintegy 8000 katona esett el, akiket az egykori kastély közelében húzódó katonai temetőbe, valamint a viravai és laborcrévi katonai temetőkbe temettek. 1920 előtt Zemplén vármegye Mezőlaborci járásában Izbugyabélához tartozott.
A falu csak 1950-ben lett önálló község, amikor Izbugyabéla területéből vált ki.

## Népessége
| Év:            | 1994. | 2004.    | 2014.    | 2024.    |
| -------------- | ----- | -------- | -------- | -------- |
| Emberek száma: | 55    | 39       | 43       | 38       |
| Eltérés:       |       | -29,09 % | +10,25 % | -11,62 % |

| Év:            | 2023. | 2024.   |
| -------------- | ----- | ------- |
| Emberek száma: | 37    | 38      |
| Eltérés:       |       | +2,70 % |

2001-ben 42 lakosából 54 ruszin és 15 szlovák volt.
2011-ben 44 lakosából 23 ruszin és 18 szlovák.